# Велика Касабланка
Велика Касабланка (араб. الدار البيضاء الكبرى) — один з шістнадцяти колишніх регіонів Марокко, що існував у 1997—2015 роках. Розташовувався на північному заході Марокко та мав населення 4 270 750 осіб. Містив у собі найбільше місто країни, Касабланку, та її околиці. 
У вересні 2015 році в країні відбулася адміністративна реформа. Через це було сформовано новий регіон, Касабланка — Сеттат: до Великої Касабланки приєдналися деякі провінції з колишніх регіонів Дуккала — Абда та Шавія — Вардіга.
Велика Касабланка була найменшим за розміром регіоном Марокко. Межувала з регіоном Шавія — Вардіга та омивалася Атлантичним океаном на заході. Регіон складався з двох префектур та двох провінцій.